# David Witteveen
David Witteveen (Varese, 5 maggio 1985) è un ex calciatore austriaco, nato in Italia, di ruolo attaccante.

## Carriera
Vanta 10 presenze nella SPL e 22 incontri di Bundesliga.

## Palmarès

### Club

#### Competizioni nazionali
- Erste Liga: 1

Grödig: 2012-2013

### Individuale
- Capocannoniere della Coppa d'Austria: 1

2006-2007 (6 gol)